# Maxine Evans
Maxine Carol Evans (* 27. September 1959) ist eine australische Badmintonspielerin.

## Karriere
Maxine Evans nahm 1985 an der Badminton-Weltmeisterschaft teil. Sie wurde dabei jeweils 17. im Mixed und im Damendoppel sowie 33. im Dameneinzel. Bereits 1982 hatte sie alle drei möglichen Titel bei den nationalen Meisterschaften gewonnen. Bei den Commonwealth Games 1982 gewann sie Bronze mit dem australischen Team.

## Sportliche Erfolge
| Saison | Veranstaltung              | Disziplin   | Platz | Name                              |
| ------ | -------------------------- | ----------- | ----- | --------------------------------- |
| 1982   | Australische Meisterschaft | Dameneinzel | 1     | Maxine Evans                      |
| 1982   | Australische Meisterschaft | Damendoppel | 1     | Julie McDonald / Maxine Evans     |
| 1982   | Australische Meisterschaft | Mixed       | 1     | Michael Scandolera / Maxine Evans |
| 1982   | Commonwealth Games         | Team        | 3     | Australien                        |
| 1985   | Weltmeisterschaft          | Dameneinzel | 33    | Maxine Evans                      |
| 1985   | Weltmeisterschaft          | Damendoppel | 17    | Julie McDonald / Maxine Evans     |
| 1985   | Weltmeisterschaft          | Mixed       | 17    | Alex White / Maxine Evans         |